# 23 Marina
23 Marina es un rascacielos residencial ubicado en Dubái, EAU. La torre tiene 88 pisos y se eleva hasta los 392,4 m. También tiene 57 piscinas, lo que la convierte en el edificio con mayor número de piscinas en el mundo, además cada dúplex viene equipado con su propio ascensor privado, lo que hace que la torre tenga 62 ascensores. El hall de entrada del edificio mide seis plantas de altura.

## Galería de imágenes

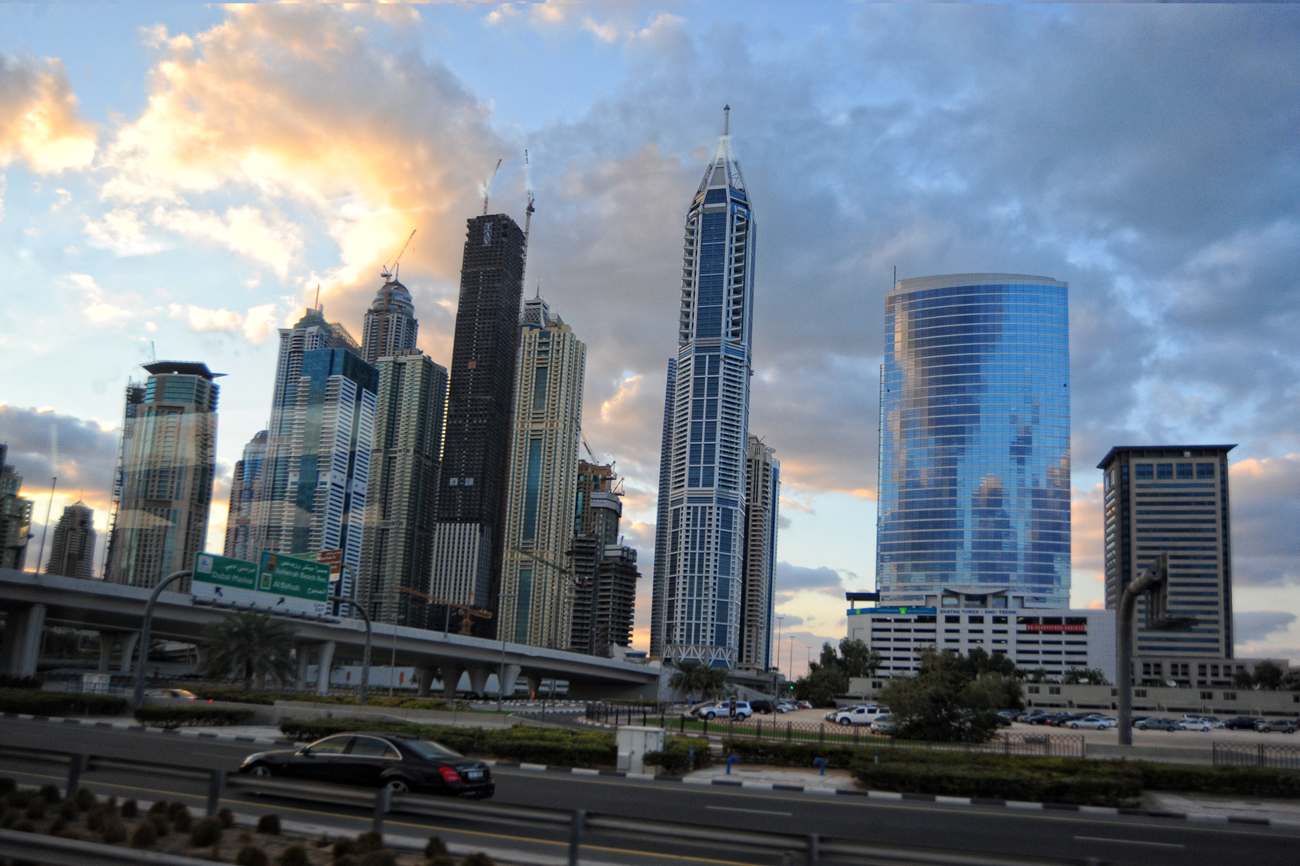
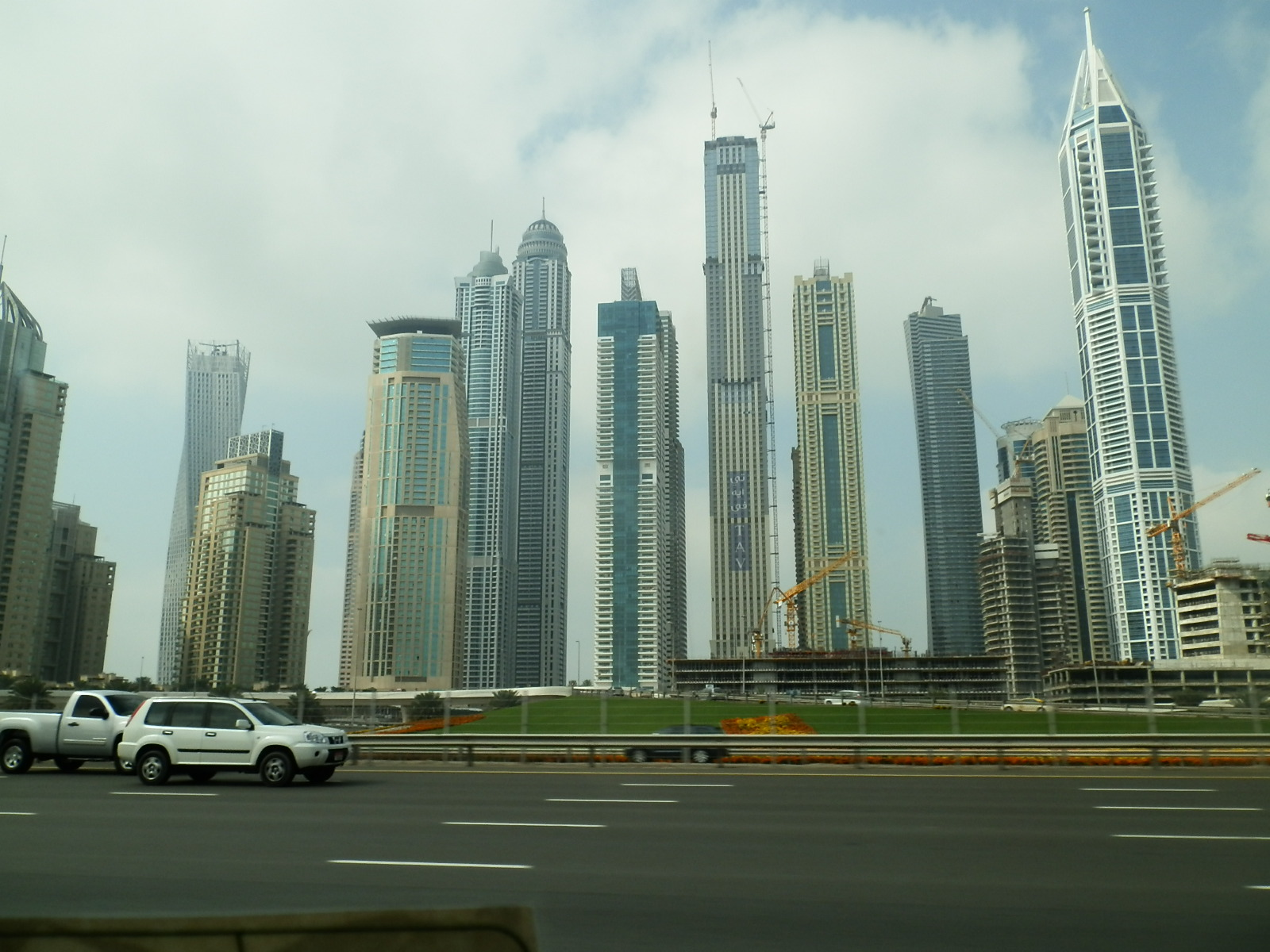
23 Marina es el rascacielos más a la derecha de la imagen.
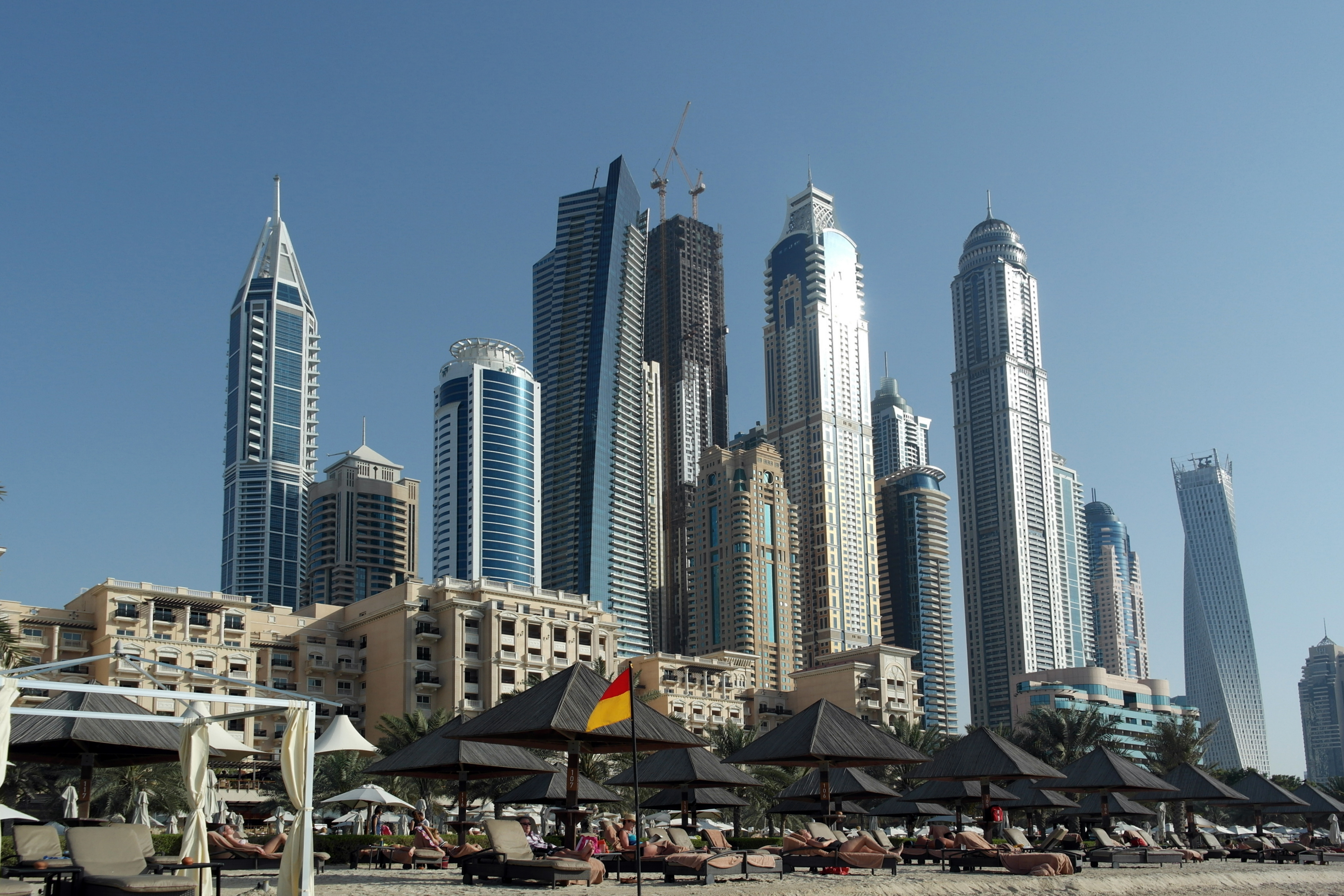
23 Marina es el rascacielos más a la izquierda de la imagen.
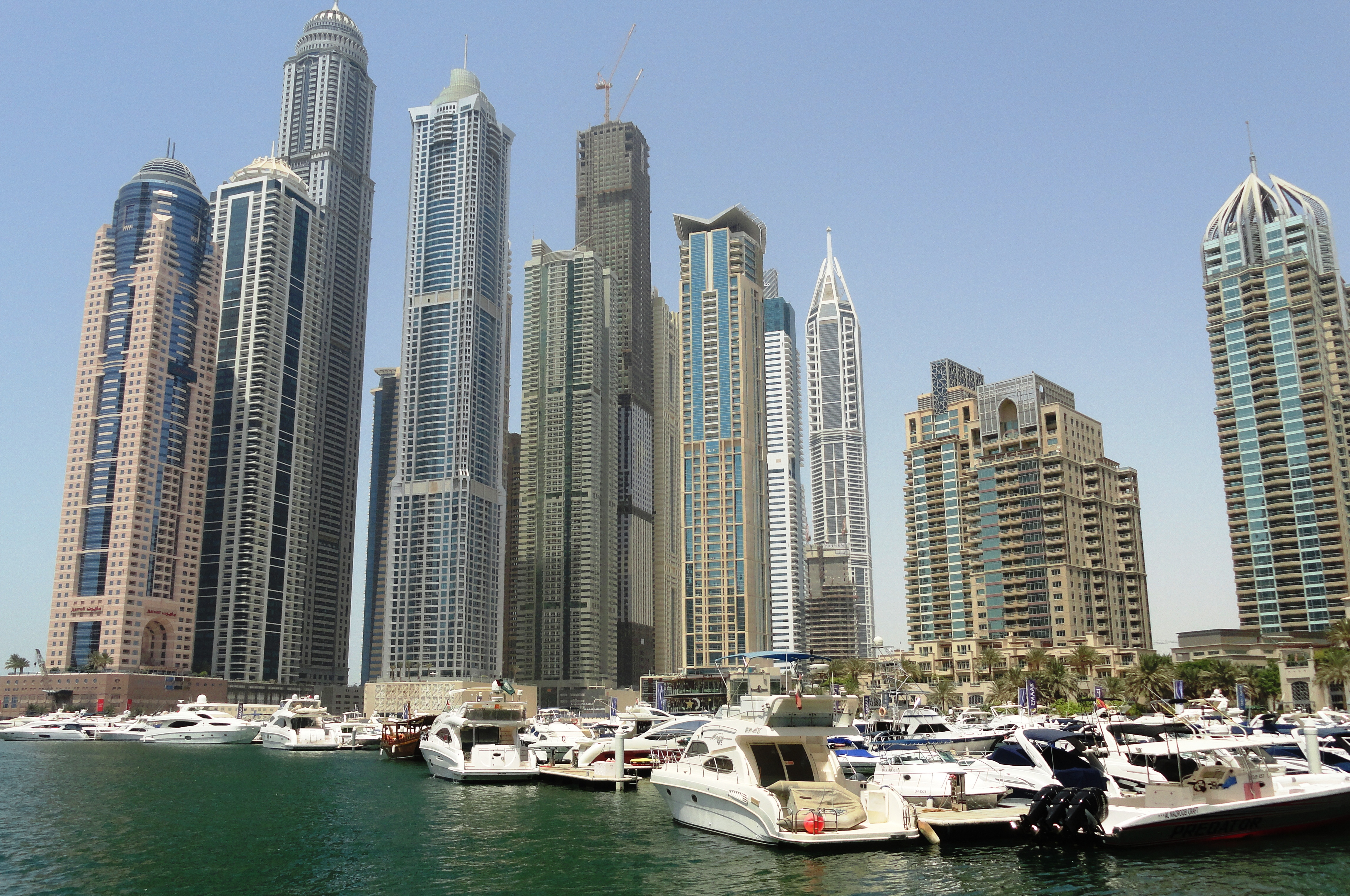
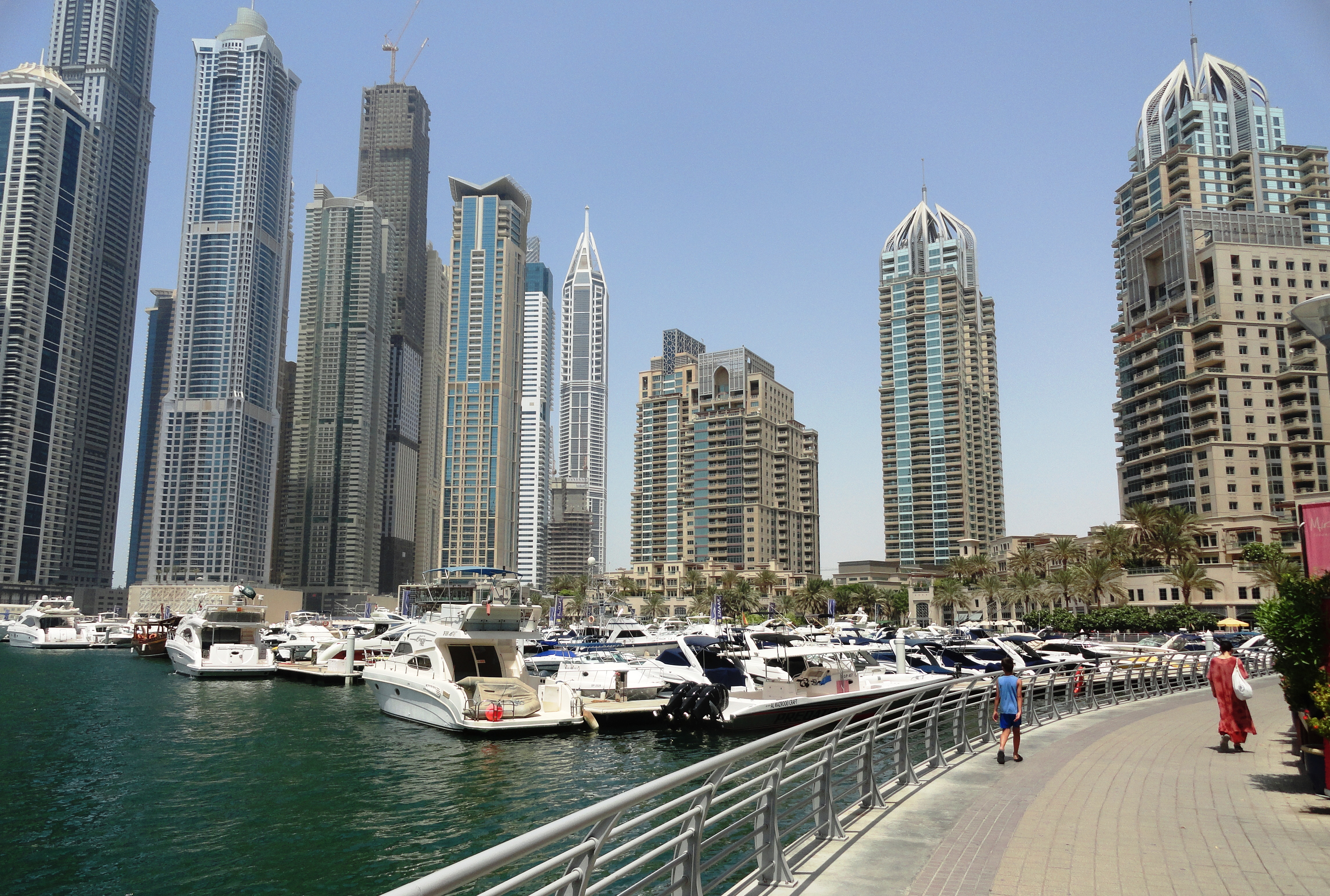
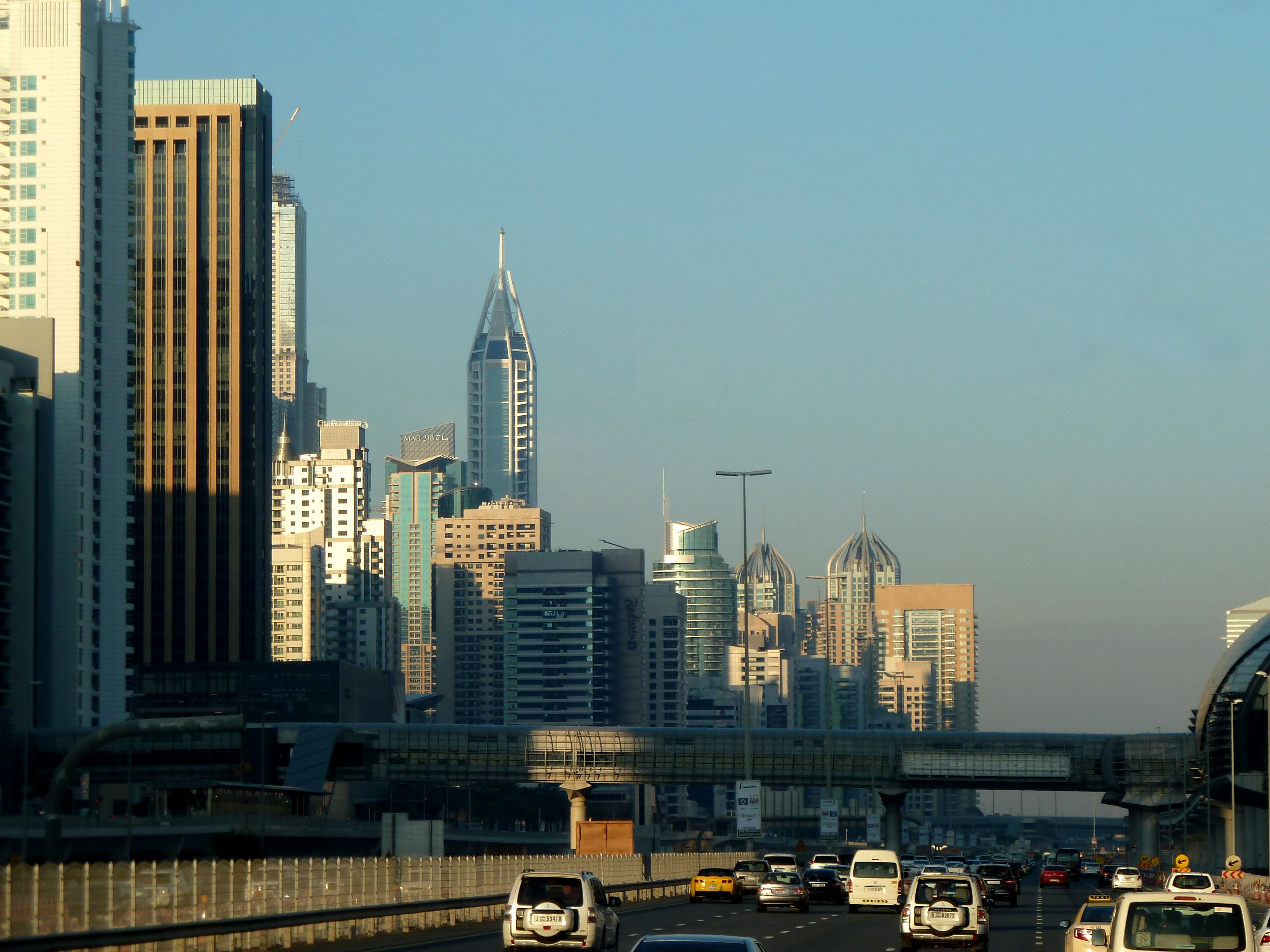
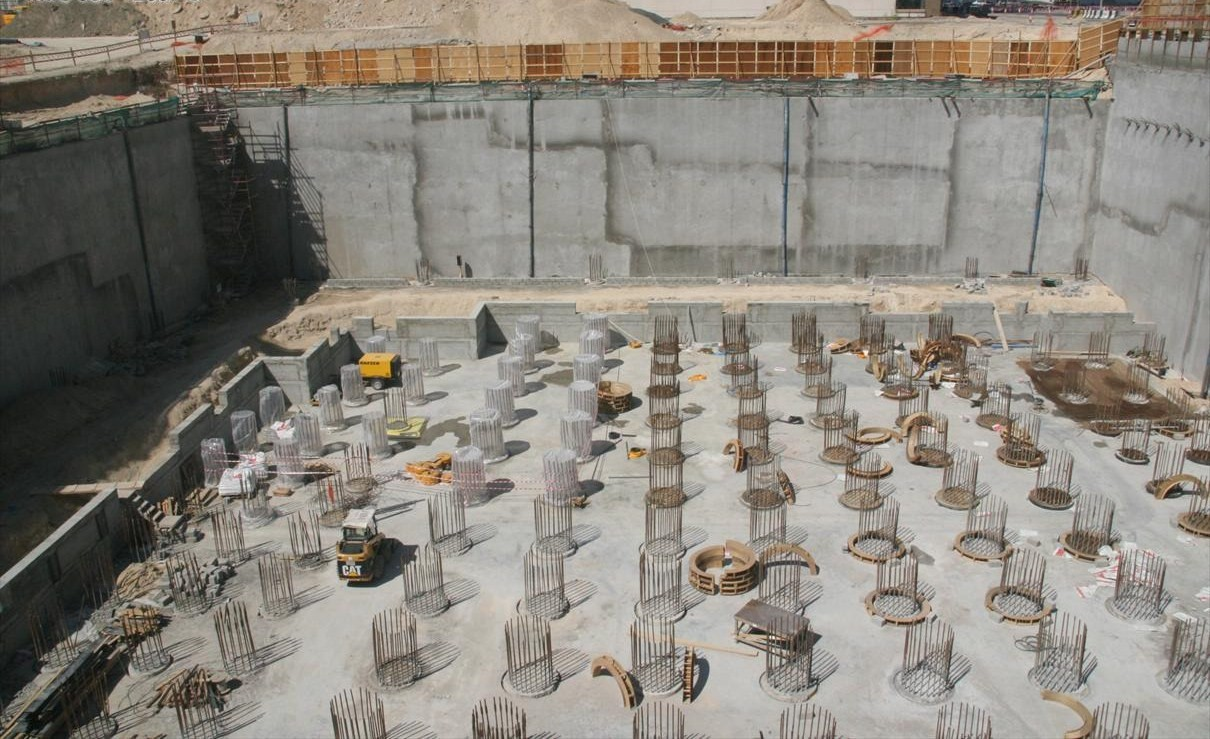
16 de febrero de 2007
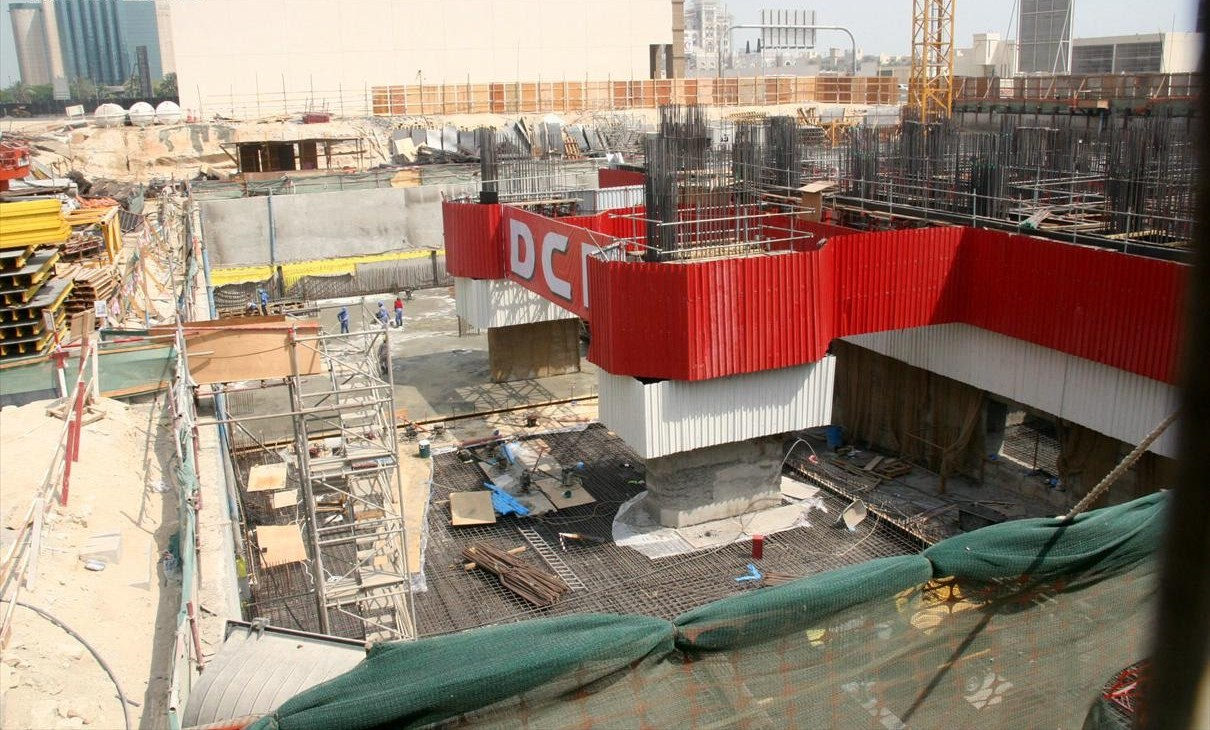
15 de junio de 2007
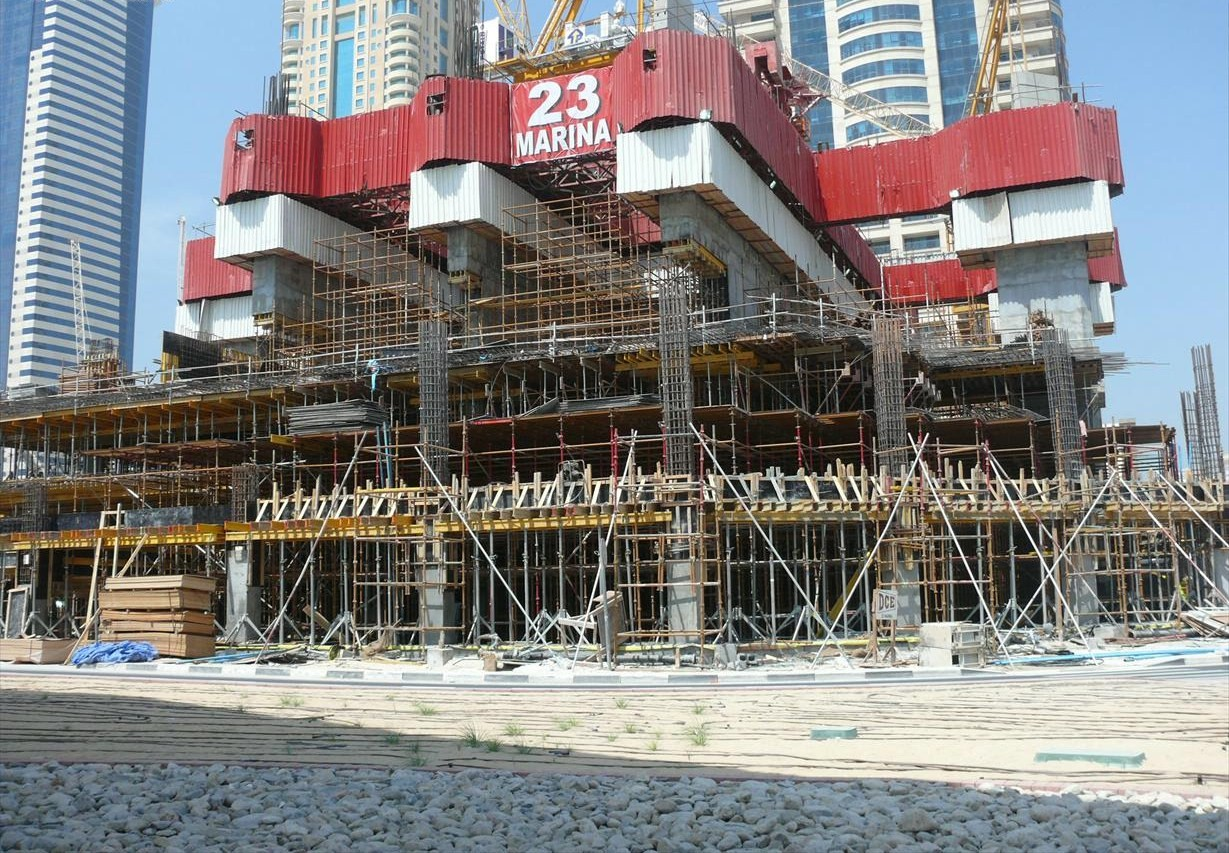
21 de septiembre de 2007
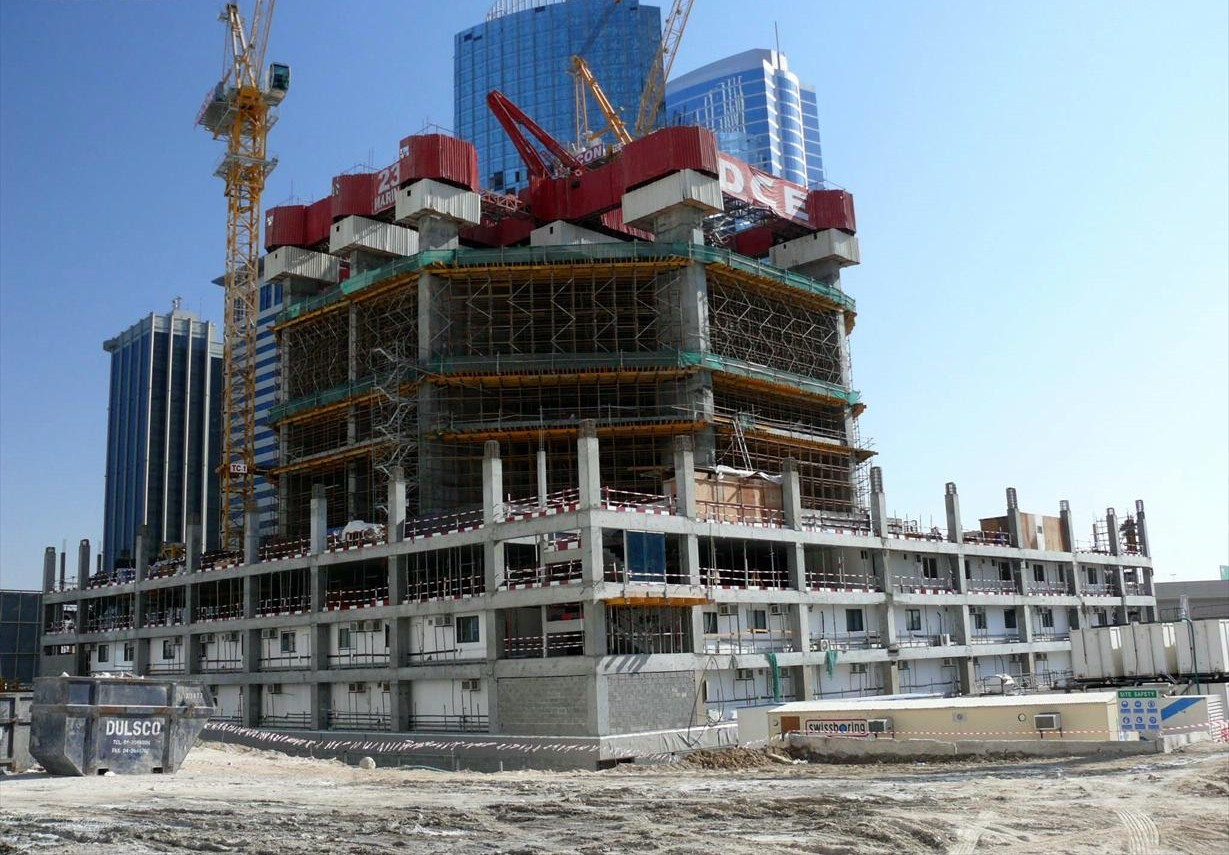
20 de diciembre de 2007
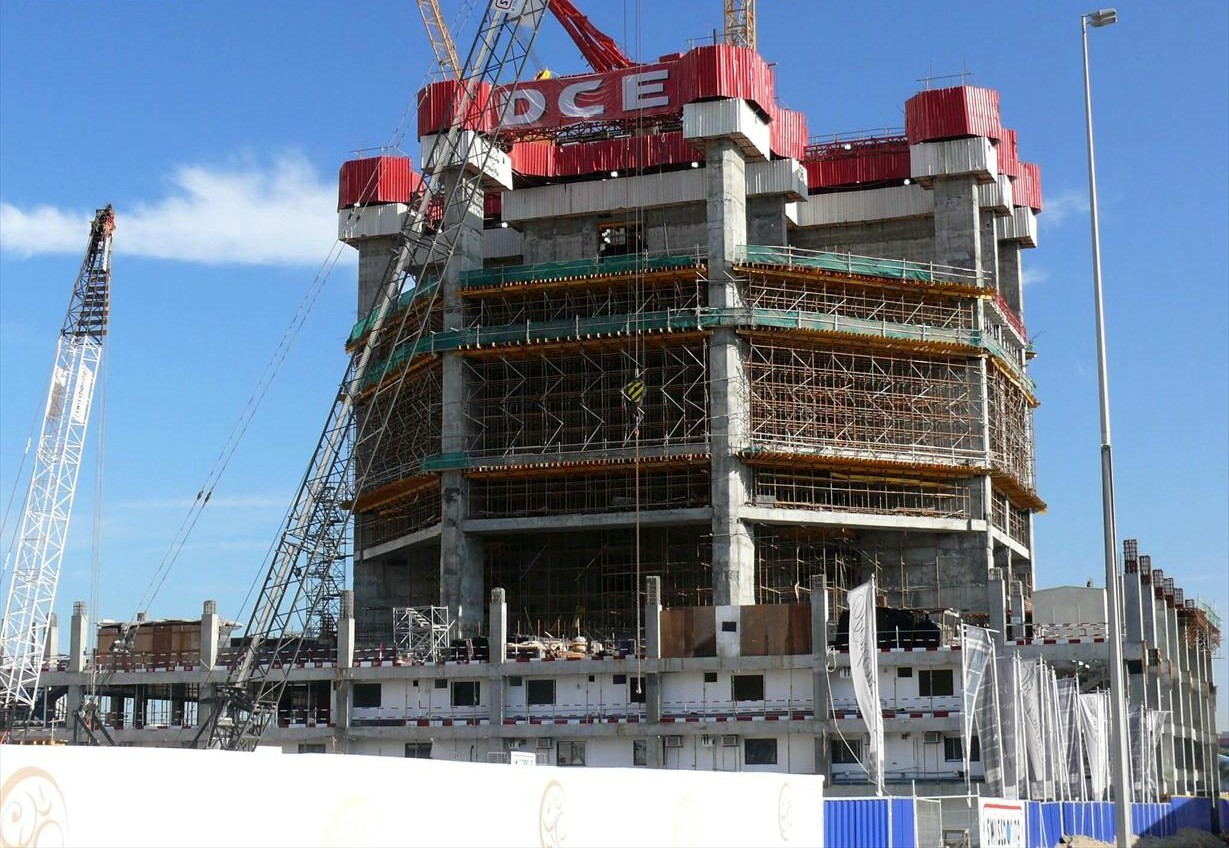
18 de enero de 2008
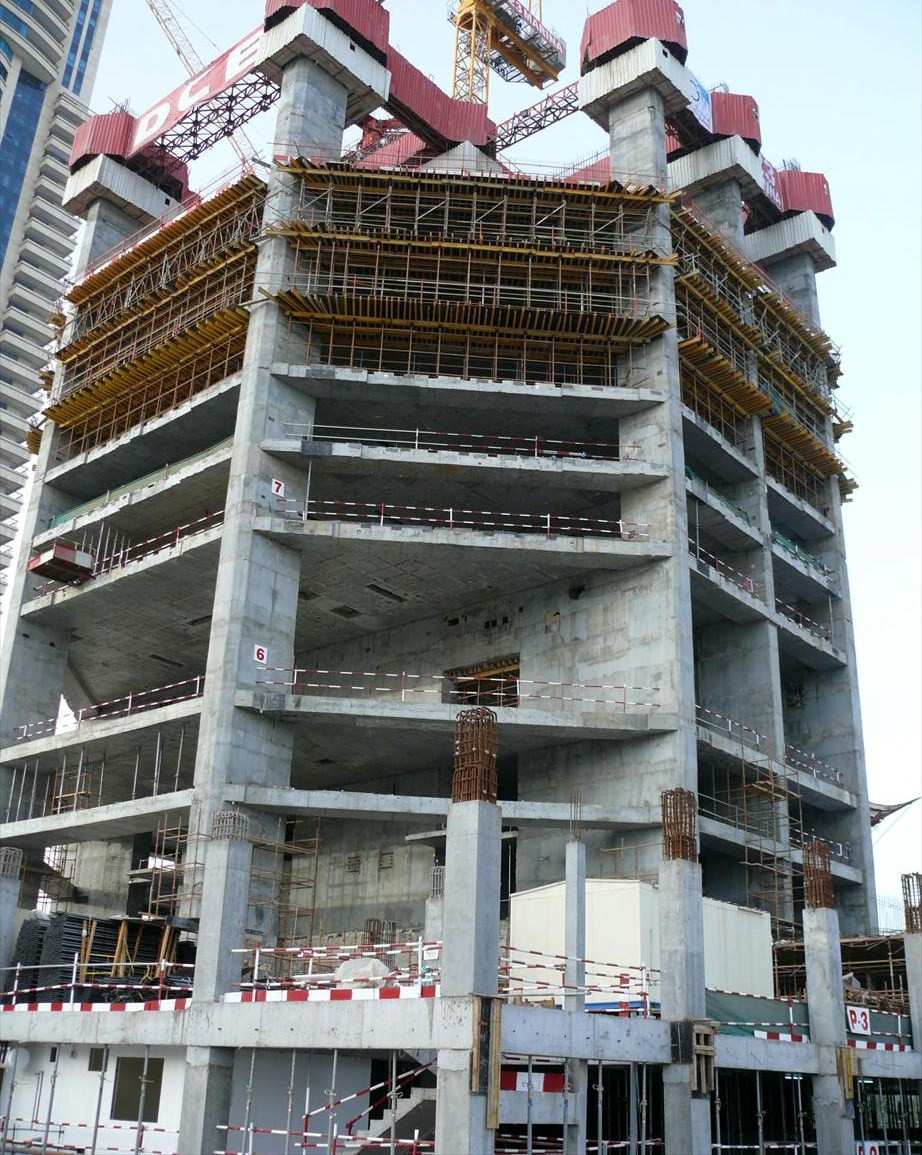
22 de febrero de 2008
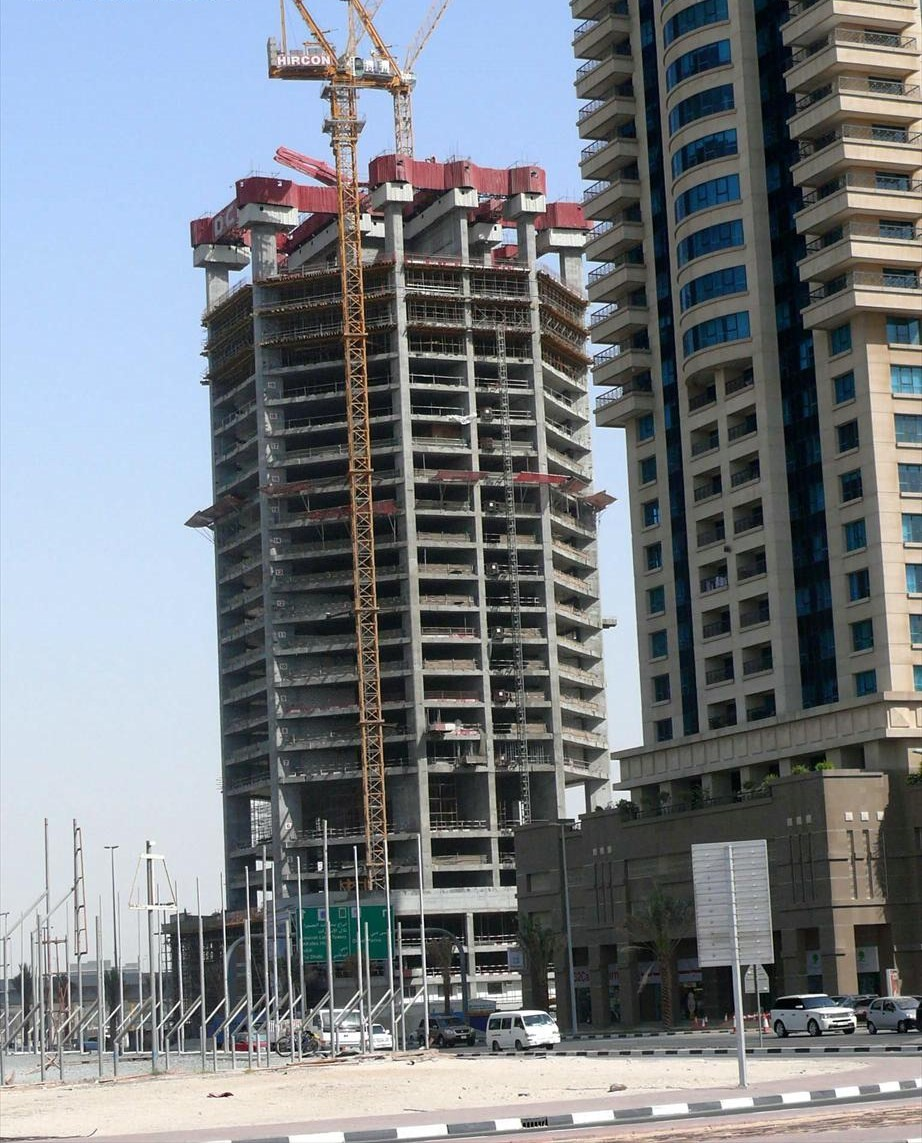
13 de junio 2008